# Amy Smart
Amy Lysle Smart (26 de março de 1976, Topanga) é uma atriz e modelo norte-americana.

## Biografia
Smart nasceu em Topanga Canyon, Califórnia, filha de Judy Lysle e  John Boden Smart, tem um irmão chamado Adam. Inspirada na amiga a atriz Vinessa Shaw, estudou ballet por cerca de dez anos e começou a carreira de modelo aos dezesseis, fazendo trabalhos na Itália, França, México e Tahiti.

## Carreira
O Primeiro papel de destaque dela foi no filme Campfire Tales, participou também do filme A&P de 1996. Ela teve um papel menor em Starship Troopers de 1997. Protagonizou o telefilme The '70s.
Em 1999, Smart interpretou a namorada de um jogador de futebol no filme Varsity Blues. Ela apareceu na série Felicity como a namorada do personagem do ator Scott Foley.
Outros filmes incluem Road Trip (2000), Rat Race (2001), The Butterfly Effect (2004) e Starsky & Hutch (2004).
Em 2002, ela foi classificada na revista Stuff como a 27ª da lista das "100 mulheres mais sexy do mundo" e em 2004 ela foi nomeada para "Melhor Beijo" no MTV Movie Awards por seu papel em Starsky & Hutch.
Em 2005, Smart co-estrelou com Ryan Reynolds o filme de comédia romântica Just Friends, que teve uma bilheteria total de US$ 32 619 761dólares, e uma bilheteria total de US$ 50 817 598 no mundo todo. Ela também teve um pequeno papel no sitcom Scrubs interpretando Jamie Moyer.
Em 2005, Smart estrelou como Sarah em um filme britânico independente chamado The Best Man. Seth Green foi a sua co-estrela. Ela também apareceu no filme Crank de 2006, retratando Eve Lydon, a namorada do personagem principal e ela repetiu o papel na seqüência, Crank 2: High Voltage lançado em 2009.
Smart foi um membro do elenco da série de televisão Smith. Ela também interpretou algumas das personagens da série animada Robot Chicken, criado por Seth Green. Ela apareceu como Joy no filme Peaceful Warrior estrelado por Scott Mechlowicz e Nick Nolte. Ela interpretou Melissa no filme Seventh Moon.
Em 2011, ela entrou no elenco da série Shameless, na série ela interpreta Jasmine Hollander.

## Vida pessoal
Smart e casada com Carter Oosterhouse, eles se casaram no dia 10 de setembro de 2011, em Traverse City, Michigan.

## Filmografia

### Filmes
| Ano  | Título                            | Papel                        | Notas                   |
| ---- | --------------------------------- | ---------------------------- | ----------------------- |
| 1996 | A&P                               | Queenie                      | Curta-metragem          |
| 1996 | Her Costly Affair                 | Dee                          | Telefilme               |
| 1997 | High Voltage                      | Molly                        |                         |
| 1997 | Campfire Tales                    | Jenny                        | Segmento: "The Hook"    |
| 1997 | The Last Time I Committed Suicide | Jeananne                     |                         |
| 1997 | Starship Troopers                 | Cadet (Later Lt.) Lumbreiser |                         |
| 1998 | How to Make the Cruelest Month    | Dot Bryant                   |                         |
| 1998 | Circles                           | Allison                      |                         |
| 1998 | Starstruck                        | Tracey Beck                  |                         |
| 1998 | Strangeland                       | Angela Stravelli             |                         |
| 1999 | Brookfield                        | Daly Roberts                 | Telefilme               |
| 1999 | Varsity Blues                     | Julie Harbor                 |                         |
| 1999 | Outside Providence                | Jane Weston                  |                         |
| 2000 | The '70s                          | Christie Shales              | Telefilme               |
| 2000 | Road Trip                         | Beth Wagner                  |                         |
| 2001 | Scotland, PA                      | Stacy                        |                         |
| 2001 | Rat Race                          | Tracy Faucet                 |                         |
| 2002 | Interstate 60                     | Lynn Linden                  |                         |
| 2003 | National Lampoon's Barely Legal   | Naomi Feldman                |                         |
| 2003 | The Battle of Shaker Heights      | Tabby Bowland                |                         |
| 2003 | Blind Horizon                     | Liz Culpepper                |                         |
| 2004 | The Butterfly Effect              | Kayleigh Miller              |                         |
| 2004 | Win a Date with Tad Hamilton!     | Nurse Betty                  |                         |
| 2004 | Willowbee                         | Burglar                      | Curta-metragem          |
| 2004 | Starsky & Hutch                   | Holly                        |                         |
| 2005 | A Love Story                      | Garota                       | Curta-metragem          |
| 2005 | Bigger Than the Sky               | Grace Hargrove/Roxanne       |                         |
| 2005 | The Best Man                      | Sarah Marie Barker           |                         |
| 2005 | Just Friends                      | Jamie Palamino               |                         |
| 2006 | Peaceful Warrior                  | Joy                          |                         |
| 2006 | Crank                             | Eve Lydon                    |                         |
| 2008 | The Meant to Be's                 | Janine                       | Telefilme               |
| 2008 | Life in Flight                    | Catherine                    |                         |
| 2008 | Mirrors                           | Angela Carson                |                         |
| 2008 | Seventh Moon                      | Melissa                      |                         |
| 2009 | See Kate Run                      | Katherine Sullivan           | Telefilme               |
| 2009 | Love N' Dancing                   | Jessica Donovan              |                         |
| 2009 | Crank 2: High Voltage             | Eve Lydon                    |                         |
| 2010 | Dead Awake                        | Natalie                      |                         |
| 2011 | Mr. Stache                        | Mrs. Stache                  | Curta-metragem          |
| 2011 | House of the Rising Sun           | Jenny Porter                 |                         |
| 2011 | The Reunion                       | Nina Cleary                  |                         |
| 2011 | 12 Dates of Christmas             | Kate Stanton                 | Telefilme               |
| 2012 | Bad Girls                         | Brandi                       | Telefilme               |
| 2012 | Columbus Circle                   | Lillian Hart                 |                         |
| 2013 | Zoey to the Max                   | Samantha Jenkins             |                         |
| 2013 | 7500                              | Pia Martin                   |                         |
| 2013 | An Unkindness of Ravens           | Wendy                        |                         |
| 2013 | Whiskey Bay                       | Lynn Weiland                 |                         |
| 2014 | The Visitant                      | A Mãe                        | Curta-metragem          |
| 2014 | Break Point                       | Heather                      |                         |
| 2014 | Bad Country                       | Lynn Weiland                 |                         |
| 2014 | The Single Moms Club              | Hillary Massey               |                         |
| 2014 | Flight 7500                       | Pia Martin                   |                         |
| 2014 | Among Ravens                      | Wendy Conifer                |                         |
| 2015 | Zoey to the Max                   | Samantha Jenkins             |                         |
| 2015 | Hangman                           | Melissa                      |                         |
| 2016 | All the Way to the Ocean          | Mãe                          | Curta-metragem          |
| 2016 | Sister Cities                     | Jovem Mary Baxter            | Filme para televisão    |
| 2016 | Patient Seven                     | Mãe                          | Segmento: "O Visitante" |
| 2017 | Apple of My Eye                   | Caroline Andrews             |                         |
| 2017 | Love at First Glance              | Mary Landers                 | Filme para televisão    |
| 2017 | The Keeping Hours                 | Amy                          |                         |
| 2018 | Mississippi Requiem               |                              |                         |
| 2018 | The Brawler                       | Linda Wepner                 |                         |
| 2018 | Avengers of Justice: Farce Wars   | Jean Wonder                  |                         |
| 2019 | Tyson's Run                       | Eloise                       |                         |

### Televisão
| Ano  | Título                            | Papel              | Notas                           |
| ---- | --------------------------------- | ------------------ | ------------------------------- |
| 1996 | Seduced By Madness                | Garota             | Episódio: "1.2"                 |
| 1999 | Felicity                          | Ruby               | 16 episódios (1999-2001)        |
| 2003 | Scrubs                            | Jamie Moyer        | 4 episódios (2003-2009)         |
| 2005 | Robot Chicken                     | Voz                | 6 episódios (2005-2011)         |
| 2006 | Smith                             | Annie              | 7 episódios (2006-2007)         |
| 2009 | World War II in High Definition   | June Wandrey (voz) | Documentário                    |
| 2011 | 12 Dates of Christmas             | Kate Stanton       | Filme                           |
| 2011 | Shameless                         | Jasmine Hollander  | 6 episódios (2011-2012)         |
| 2012 | Bad Girls                         | Brandi             | Filme                           |
| 2012 | Men at Work                       | Lisa               | Episódios: Piloto, "Super Milo" |
| 2014 | Justified                         | Allison Brander    | 9 episódios                     |
| 2014 | Run for Your Life                 | Meredith Redmond   | Filme                           |
| 2016 | Maron                             | Nina               | 2 episódios                     |
| 2016 | Sister Cities                     | Young Mary Baxter  | Filme                           |
| 2017 | Love at First Glance              | Mary Landers       | Filme                           |
| 2017 | Law & Order: Special Victims Unit | Karla Wyatt        | Episódio: "Gone Fishin"         |
| 2018 | MacGyver                          | Dixie/Dawn         | 3 episódios                     |
| 2020 | Stargirl                          | Barbara Whitmore   | Papel principal                 |

## Prêmios e indicações
| Ano  | Premiação          | Categoria                          | Trabalho        | Resultado |
| ---- | ------------------ | ---------------------------------- | --------------- | --------- |
| 2000 | Teen Choice Awards | Melhor química (com Breckin Meyer) | Road Trip       | Indicado  |
| 2004 | MTV Movie Awards   | Melhor beijo                       | Starsky & Hutch | Venceu    |
| 2009 | Teen Choice Awards | Melhor música/dança                | Love N' Dancing | Indicado  |